# Чемпіонат Європи з боротьби 2022
Чемпіонат Європи з боротьби 2022 пройшов з 28 березня по 3 квітня в місті Будапешт, Угорщина.
Через вторгнення Росії в Україну, збірні Росії та Білорусі були відсторонені від змагань. Національна збірна України буде представлена лише жіночою збірною з вільної боротьби та борцями греко-римського стилю.

## Розподіл нагород

### Загальний медальний залік
*   Країна-господарка ( Угорщина)
| Місце               | Країна              | Золото | Срібло | Бронза | Загалом |
| ------------------- | ------------------- | ------ | ------ | ------ | ------- |
| 1                   | Туреччина           | 7      | 3      | 7      | 17      |
| 2                   | Азербайджан         | 3      | 6      | 7      | 16      |
| 3                   | Грузія              | 2      | 4      | 5      | 11      |
| 4                   | Болгарія            | 2      | 4      | 4      | 10      |
| 5                   | Угорщина*           | 2      | 2      | 5      | 9       |
| 6                   | Вірменія            | 2      | 1      | 4      | 7       |
| 6                   | Україна             | 2      | 1      | 4      | 7       |
| 8                   | Молдова             | 2      | 0      | 3      | 5       |
| 9                   | Німеччина           | 1      | 1      | 2      | 4       |
| 9                   | Румунія             | 1      | 1      | 2      | 4       |
| 11                  | Греція              | 1      | 1      | 0      | 2       |
| 12                  | Словаччина          | 1      | 0      | 1      | 2       |
| 13                  | Данія               | 1      | 0      | 0      | 1       |
| 13                  | Північна Македонія  | 1      | 0      | 0      | 1       |
| 13                  | Сан-Марино          | 1      | 0      | 0      | 1       |
| 13                  | Швеція              | 1      | 0      | 0      | 1       |
| 17                  | Італія              | 0      | 2      | 1      | 3       |
| 18                  | Польща              | 0      | 1      | 8      | 9       |
| 19                  | Франція             | 0      | 1      | 1      | 2       |
| 19                  | Фінляндія           | 0      | 1      | 1      | 2       |
| 21                  | Естонія             | 0      | 1      | 0      | 1       |
| 22                  | Австрія             | 0      | 0      | 1      | 1       |
| 22                  | Албанія             | 0      | 0      | 1      | 1       |
| 22                  | Сербія              | 0      | 0      | 1      | 1       |
| Загалом (24 збірні) | Загалом (24 збірні) | 30     | 30     | 58     | 118     |

### Рейтинг команд
| Місце | Чоловіки, вільний стиль | Чоловіки, вільний стиль | Жінки, вільний стиль | Жінки, вільний стиль | Чоловіки, греко-римська | Чоловіки, греко-римська |
| Місце | Країна                  | Очки                    | Країна               | Очки                 | Країна                  | Очки                    |
| ----- | ----------------------- | ----------------------- | -------------------- | -------------------- | ----------------------- | ----------------------- |
| 1     | Азербайджан             | 159                     | Азербайджан          | 165                  | Туреччина               | 140                     |
| 2     | Туреччина               | 141                     | Туреччина            | 150                  | Україна                 | 135                     |
| 3     | Грузія                  | 133                     | Грузія               | 114                  | Болгарія                | 110                     |
| 4     | Вірменія                | 88                      | Угорщина             | 97                   | Німеччина               | 101                     |
| 5     | Польща                  | 84                      | Вірменія             | 88                   | Польща                  | 96                      |
| 6     | Угорщина                | 82                      | Болгарія             | 84                   | Румунія                 | 89                      |
| 7     | Болгарія                | 70                      | Україна              | 52                   | Молдова                 | 86                      |
| 8     | Північна Македонія      | 47                      | Румунія              | 40                   | Угорщина                | 62                      |
| 9     | Словаччина              | 44                      | Фінляндія            | 37                   | Італія                  | 49                      |
| 10    | Молдова                 | 43                      | Сербія               | 37                   | Швеція                  | 43                      |

### Чоловіки, вільний стиль
| Дисципліна | Золото                     | Срібло                  | Бронза                       |
| ---------- | -------------------------- | ----------------------- | ---------------------------- |
| 57 кг      | Володимир Єгоров (MKD)     | Аліаббас Рзазаде (AZE)  | Манвел Хджртсян (ARM)        |
| 57 кг      | Володимир Єгоров (MKD)     | Аліаббас Рзазаде (AZE)  | Бека Буяшвілі (GEO)          |
| 61 кг      | Арсен Арутюнян (ARM)       | Сулейман Атли (TUR)     | Едуард Грігор'єв (POL)       |
| 61 кг      | Арсен Арутюнян (ARM)       | Сулейман Атли (TUR)     | Георгі Вангелов (BUL)        |
| 65 кг      | Ісмаїл Мусукаєв (HUN)      | Гаджі Алієв (AZE)       | Мунір Речеп Акташ (TUR)      |
| 65 кг      | Ісмаїл Мусукаєв (HUN)      | Гаджі Алієв (AZE)       | Іслам Дудаєв (ALB)           |
| 70 кг      | Зураб Якобішвілі (GEO)     | Арман Андреасян (ARM)   | Рамазан Рамазанов (BUL)      |
| 70 кг      | Зураб Якобішвілі (GEO)     | Арман Андреасян (ARM)   | Ніколай Грахмез (MDA)        |
| 74 кг      | Таймураз Салказанов (SVK)  | Франк Чамісо (ITA)      | Туран Байрамов (AZE)         |
| 74 кг      | Таймураз Салказанов (SVK)  | Франк Чамісо (ITA)      | Георгі Сулава (GEO)          |
| 79 кг      | Йоргос Куюмцидіс (GRE)     | Ашраф Ашіров (AZE)      | Владімері Гамкрелідзе (GEO)  |
| 79 кг      | Йоргос Куюмцидіс (GRE)     | Ашраф Ашіров (AZE)      | Мухаммет Акденіз (TUR)       |
| 86 кг      | Майлс Амін (SMR)           | Абубакр Абукаров (AZE)  | Осман Гечен (TUR)            |
| 86 кг      | Майлс Амін (SMR)           | Абубакр Абукаров (AZE)  | Себастьян Єжіржанський (POL) |
| 92 кг      | Фейзулла Актюрк (TUR)      | Ахмед Батаєв (BUL)      | Осман Нурмагомедов (AZE)     |
| 92 кг      | Фейзулла Актюрк (TUR)      | Ахмед Батаєв (BUL)      | Міріані Майсурадзе (GEO)     |
| 97 кг      | Магомедхан Магомедов (AZE) | Владислав Байцаєв (HUN) | Батирбек Цакулов (SVK)       |
| 97 кг      | Магомедхан Магомедов (AZE) | Владислав Байцаєв (HUN) | Збігнєв Барановський (POL)   |
| 125 кг     | Таха Акгюль (TUR)          | Гено Петріашвілі (GEO)  | Роберт Баран (POL)           |
| 125 кг     | Таха Акгюль (TUR)          | Гено Петріашвілі (GEO)  | Даніель Лігеті (HUN)         |

### Чоловіки, греко-римська
| Дисципліна | Золото                  | Срібло                 | Бронза                   |
| ---------- | ----------------------- | ---------------------- | ------------------------ |
| 55 кг      | Ельденіз Азазлі (AZE)   | Нугзарі Цурцумія (GEO) | Рудік Мкртчян (ARM)      |
| 55 кг      | Ельденіз Азазлі (AZE)   | Нугзарі Цурцумія (GEO) | Емре Мутлу (TUR)         |
| 60 кг      | Керем Камаль (TUR)      | Едмонд Назарян (BUL)   | Мурад Маммадов (AZE)     |
| 60 кг      | Керем Камаль (TUR)      | Едмонд Назарян (BUL)   | Геворг Гарібян (ARM)     |
| 63 кг      | Лері Абуладзе (GEO)     | Талех Мамедов (AZE)    | Олександр Грушин (UKR)   |
| 63 кг      | Лері Абуладзе (GEO)     | Талех Мамедов (AZE)    | Ахмет Уяр (TUR)          |
| 67 кг      | Мурат Фірат (TUR)       | Іштван Ванца (HUN)     | Славік Галстян (ARM)     |
| 67 кг      | Мурат Фірат (TUR)       | Іштван Ванца (HUN)     | Хасрат Джафаров (AZE)    |
| 72 кг      | Роберт Фрітч (HUN)      | Шмагі Болквадзе (GEO)  | Ульві Ганізаде (AZE)     |
| 72 кг      | Роберт Фрітч (HUN)      | Шмагі Болквадзе (GEO)  | Алі Арсалан (SRB)        |
| 77 кг      | Малхас Амоян (ARM)      | Юнус Емре Башар (TUR)  | Санан Сулейманов (AZE)   |
| 77 кг      | Малхас Амоян (ARM)      | Юнус Емре Башар (TUR)  | Аїк Мнацаканян (BUL)     |
| 82 кг      | Рафік Гусейнов (AZE)    | Гела Болквадзе (GEO)   | Тамаш Левай (HUN)        |
| 82 кг      | Рафік Гусейнов (AZE)    | Гела Болквадзе (GEO)   | Бурхан Акбудак (TUR)     |
| 87 кг      | Турпал Бісултанов (DEN) | Ніку Оджог (ROU)       | Іслам Аббасов (AZE)      |
| 87 кг      | Турпал Бісултанов (DEN) | Ніку Оджог (ROU)       | Роберт Кобліашвілі (GEO) |
| 97 кг      | Кіріл Мілов (BUL)       | Арві Сайволайнен (FIN) | Данієль Гастл (AUT)      |
| 97 кг      | Кіріл Мілов (BUL)       | Арві Сайволайнен (FIN) | Владлен Козлюк (UKR)     |
| 130 кг     | Риза Каяалп (TUR)       | Даніла Сотніков (ITA)  | Конста Мяєнпяя (FIN)     |
| 130 кг     | Риза Каяалп (TUR)       | Даніла Сотніков (ITA)  | Даріуш Вітек (HUN)       |

### Жінки, вільний стиль
| Дисципліна | Золото                 | Срібло                    | Бронза                   |
| ---------- | ---------------------- | ------------------------- | ------------------------ |
| 50 кг      | Евін Демірхан (TUR)    | Міглена Селішка (BUL)     | Аліна Вуч (ROU)          |
| 50 кг      | Евін Демірхан (TUR)    | Міглена Селішка (BUL)     | Анна Лукасяк (POL)       |
| 53 кг      | Йонна Мальмгрен (SWE)  | Марія Преволаракі (GRE)   | Юлія Леорда (MDA)        |
| 53 кг      | Йонна Мальмгрен (SWE)  | Марія Преволаракі (GRE)   | Катажина Кравчик (POL)   |
| 55 кг      | Андреа Ана (ROU)       | Олександра Хоменець (UKR) | Бедіха Гюн (TUR)         |
| 55 кг      | Андреа Ана (ROU)       | Олександра Хоменець (UKR) | Маріана Драгутан (MDA)   |
| 57 кг      | Аліна Грушина (UKR)    | Евеліна Ніколова (BUL)    | Тамара Доллак (HUN)      |
| 57 кг      | Аліна Грушина (UKR)    | Евеліна Ніколова (BUL)    | Сандра Паружевська (GER) |
| 59 кг      | Анастасія Нікіта (MDA) | Йовіта Вжесєнь (POL)      | Елена Бруггер (GER)      |
| 62 кг      | Тайбе Юсейн (BUL)      | Луїза Німеш (GER)         | Наталія Кубати (POL)     |
| 62 кг      | Тайбе Юсейн (BUL)      | Луїза Німеш (GER)         | Ілона Прокопевнюк (UKR)  |
| 65 кг      | Тетяна Ріжко (UKR)     | Еліс Манолова (AZE)       | Кріста Інце (ROU)        |
| 68 кг      | Ірина Рінгач (MDA)     | Полін Лекарпентьє (FRA)   | Алла Белінська (UKR)     |
| 68 кг      | Ірина Рінгач (MDA)     | Полін Лекарпентьє (FRA)   | Наталія Стржалка (POL)   |
| 72 кг      | Анна Шель (GER)        | Бусе Тосун (TUR)          | Кендра Даше (FRA)        |
| 72 кг      | Анна Шель (GER)        | Бусе Тосун (TUR)          | Юліана Янева (BUL)       |
| 76 кг      | Ясемін Адар (TUR)      | Епп Мяе (EST)             | Енріка Рінальді (ITA)    |
| 76 кг      | Ясемін Адар (TUR)      | Епп Мяе (EST)             | Бернадетт Наді (HUN)     |

## Виступ українських спортсменів

### Греко-римська боротьба
| Спортсмен                               | Вагова категорія | Раунд 1/16                           | Раунд 1/8                              | Чвертьфінал                         | Півфінал Втішний поєдинок        | Фінал Третє місце                  | Фінал Третє місце |
| Спортсмен                               | Вагова категорія | Суперник Результат                   | Суперник Результат                     | Суперник Результат                  | Суперник Результат               | Суперник Результат                 | Місце             |
| --------------------------------------- | ---------------- | ------------------------------------ | -------------------------------------- | ----------------------------------- | -------------------------------- | ---------------------------------- | ----------------- |
| Корюн Саградян Вінницька область        | до 55 кг         | Н/Д                                  | Н/Д                                    | Рудік Мкрчян (ARM) Поразка 5-6      | Завершив виступ                  | Завершив виступ                    | 7                 |
| Жора Абовян Запорізька область          | до 60 кг         | Н/Д                                  | Дімітар Сандов (SUI) Перемога 11-0     | Едмонд Назарян (BUL) Поразка 1-3    | Ерік Торба (HUN) Поразка 0-3     | Завершив виступ                    | 8                 |
| Олександр Грушин Київська область       | до 63 кг         | Н/Д                                  | Вірджил Біка (SWE) Перемога 9-0        | Лері Абуладзе (GEO) Поразка 1-7     | Н/Д                              | Етьєн Кінзінгер (GER) Перемога 5-2 | 3                 |
| Дмитро Мірошник Запорізька область      | до 67 кг         | Н/Д                                  | Себастьян Надь (SRB) Поразка 0-4       | Завершив виступ                     | Завершив виступ                  | Завершив виступ                    | 11                |
| Парвіз Насібов Запорізька область       | до 72 кг         | Н/Д                                  | Геворг Саакян (POL) Поразка 2-7        | Завершив виступ                     | Завершив виступ                  | Завершив виступ                    | 11                |
| Ясаф Зейналов Харківська область        | до 77 кг         | Н/Д                                  | Антоніо Каменьяшевич (CRO) Поразка 1-3 | Завершив виступ                     | Завершив виступ                  | Завершив виступ                    | 12                |
| Ярослав Фільчаков Харківська область    | до 82 кг         | Росян Дерманські (BUL) Перемога 5F-1 | Гела Болкадзе (GEO) Поразка 1-4        | Н/Д                                 | Бурхан Акбудак (TUR) Поразка 0-8 | Завершив виступ                    | 7                 |
| Віталій Андрійович Київська область     | до 87 кг         | Н/Д                                  | Йоан Дімітров (BUL) Поразка 0-6        | Завершив виступ                     | Завершив виступ                  | Завершив виступ                    | 15                |
| Владлен Козлюк Одеська область          | до 97 кг         | Н/Д                                  | Тірон Стеркенбург (NED) Перемога 7F-2  | Бейтулла Кайшдаг (TUR) Перемога 8-4 | Кіріл Мілов (BUL) Поразка 1-7    | Фелікс Балдауф (NOR) Перемога 8-0  | 3                 |
| Михайло Вишнивецький Харківська область | до 130 кг        | Н/Д                                  | Бека Канделакі (AZE) Поразка 0-10      | Завершив виступ                     | Завершив виступ                  | Завершив виступ                    | 15                |

### Жіноча боротьба
| Спортсмен                                  | Вагова категорія | Раунд 1/8 Груповий етап            | Чвертьфінал Груповий етап           | Півфінал Втішний поєдинок             | Фінал Третє місце                    | Фінал Третє місце |
| Спортсмен                                  | Вагова категорія | Суперник Результат                 | Суперник Результат                  | Суперник Результат                    | Суперник Результат                   | Місце             |
| ------------------------------------------ | ---------------- | ---------------------------------- | ----------------------------------- | ------------------------------------- | ------------------------------------ | ----------------- |
| Наталія Клівчуцька Херсонська область      | до 50 кг         | Емануелла Ліуцці (ITA) Поразка 4-6 | Завершила виступ                    | Завершила виступ                      | Завершила виступ                     | 9                 |
| Лілія Маланчук Київська область            | до 53 кг         | Маріна Руенда (ESP) Перемога 12-2  | Йонна Малмгрен (SWE) Поразка 2-12   | Н/Д                                   | Катажина Кравчик (POL) Поразка 4-14  | 6                 |
| Олександра Хоминець Львівська область      | до 55 кг         | Н/Д                                | Нова Бергман (SWE) Перемога 9F-2    | Бедіха Гюн (TUR) Перемога 9F-4        | Андреа Беатріс Ана (ROU) Поразка 5-7 | 2                 |
| Аліна Грушина Київська область             | до 57 кг         | Н/Д                                | Ангеліна Лисак (POL) Перемога 10F-1 | Сандра Паружевська (GER) Перемога 8-1 | Евеліна Ніколова (BUL) Перемога 6-2  | 1                 |
| Соломія Винник Чернівецька область         | до 59 кг         | Морена Де Віта (ITA) Поразка 6-4F  | Йовіта Вресєнь (POL) Поразка 3-5    | Завершила виступ                      | Завершила виступ                     | 6                 |
| Ілона Прокоревнюк Дніпропетровська область | до 62 кг         | Н/Д                                | Аурора Кампанья (ITA) Перемога 8-0  | Луїза Німеш (GER) Поразка 3-5         | Анна Фабіан (SRB) Перемога WO        | 3                 |
| Тетяна Ріжко Херсонська область            | до 65 кг         | Еліс Манолова (AZE) Перемога 7-0   | Вікторія Вессо (EST) Перемога 6F-0  | Софія Георгієва (BUL) Перемога 4F-0   | Еліс Манолова (AZE) Перемога 4F-0    | 1                 |
| Алла Белінська Херсонська область          | до 68 кг         | Н/Д                                | Ірина Рінгач (MDA) Поразка 0-12F    | Н/Д                                   | Аделя Ганжлічкова (CZE) Перемога 5-2 | 3                 |
| Анастасія Алпєєва Волинська область        | до 72 кг         | Елені Пйоллай (ITA) Поразка 2-7    | Завершила виступ                    | Завершила виступ                      | Завершила виступ                     | 7                 |
| Романа Вовчак Дніпропетровська область     | до 76 кг         | Марія Оряшкова (BUL) Поразка 2-8F  | Завершила виступ                    | Завершила виступ                      | Завершила виступ                     | 9                 |